# Rapid Reaction Corps France
Das Rapid Reaction Corps France (RRC-FR) ist eine höhere Kommandobehörde der französischen Streitkräfte mit Sitz in Lille. Das Hauptquartier ist NATO-zertifiziert.

## Auftrag
Das Korps ist das höchste in Einsätze verlegbare Hauptquartier der französischen Streitkräfte. 2022 übernahm es die Verantwortung für den Anteil Landstreitkräfte der NATO Response Force.

## Personal
Im Korps dienen 90 nichtfranzösische Soldaten aus 13 Staaten: Die NATO- und EU-Mitglieder Belgien, Deutschland, Frankreich, Griechenland, Italien, die Niederlande, Ungarn, Rumänien und Spanien sowie die NATO-Mitglieder Albanien, Kanada, Türkei, das Vereinigte Königreich und die Vereinigten Staaten. Deutschland stellt 15 Offiziere, darunter dauerhaft den Stellvertretenden Kommandierenden General und den Abteilungsleiter der Generalstabsabteilung 7.

## Standort
Der Stab des Korps befindet sich in der Zitadelle Lille.